# Prožinska vas
Prožinska vas je naselje u slovenskoj Općini Štoru. Prožinska vas se nalazi u pokrajini Štajerskoj i statističkoj regiji Savinjskoj. 

## Stanovništvo
Prema popisu stanovništva iz 2002. godine naselje je imalo 464 stanovnika.